# Rainbow Falls (Neuseeland)
Die Rainbow Falls (Maori Waianiwaniwa ‚Wasser des Regenbogens‘) sind ein Wasserfall des Kerikeri River auf der Nordinsel Neuseelands. Er liegt nördlich des Ortszentrums von Kerikeri in der Region Northland. Seine Fallhöhe beträgt 27 Meter. Wenige hundert Meter stromabwärts in westlicher Richtung befinden sich die weit weniger bekannten Wharepoke Falls.
Von der Waipapa Road, die zum Twin Coast Discovery Highway gehört, zweigt in Waipapa die Rainbow Falls Road nach Süden ab. Diese führt zu einem ausgeschilderten Wanderparkplatz, von dem ein kurzer Fußweg zum Wasserfall leitet.